# باشگاه فوتبال پاف
باشگاه فوتبال نیروی هوایی پاکستان، که به اختصار پاف نامیده می‌شود، به عنوان بخش فوتبال نیروی هوایی پاکستان فعالیت می‌کند. این باشگاه قبلاً در مسابقات قهرمانی ملی فوتبال و لیگ برتر پاکستان رقابت می‌کرد و مرتباً در جام چالش ملی پاکستان شرکت می‌کند.